# La Citadelle du vertige
Pour les articles homonymes, voir La Citadelle.
La Citadelle du vertige est un roman d'Alain Grousset écrit en 1991 et publié aux éditions Hachette Jeunesse.

## Résumé
Symon est un jeune ouvrier du bâtiment dans une immense citadelle de plus d’une centaine d’étages dont seulement les trois derniers sont occupés. Le niveau le plus haut est habité par le village et les deux niveaux inférieurs interdits aux villageois sont habités par un seigneur. Il vit avec son père Jacquemin et sa mère Jeanne. Il est amoureux de Bertrade et est ami avec Pierre, le forgeron, et Thomas, un apprenti.
Un jour, Symon décide de devenir tailleur de pierres comme son père. Jacquemin lui explique qu'il doit mettre sa signature sur la pierre soit dix-huit losanges car il est le dix-huitième tailleur de pierre de la famille.
Une nuit, Jacquemin se dirige vers le chantier. Symon qui le suit secrètement voit que son père cache une pierre. Il décide alors de revenir le lendemain. Lorsqu'il revient, il remarque des soldats qui cherchent quelque chose, sûrement la pierre que son père a cachée la veille. Les soldats s'en vont bredouilles. Symon va examiner la fameuse pierre. Il n'y a que trois losanges gravés dans la roche. En calculant, il découvre qu'elle est vieille de huit cents ans ! Et d'où sort-elle ? Deux jours plus tard, Symon voit son père "tomber" de l'échafaudage. Alors il décide, plusieurs jours après, d'emprunter l'escalier interdit qui mène aux étages inférieurs afin de découvrir la vérité.
Il descend aux étages inférieurs et découvre que la citadelle est maintenue en l'air grâce à un pouvoir de lévitation que possèdent les seigneurs...

## Prix et reconnaissances
Le livre a été couronné par le prix du Ministère de la Jeunesse et des Sports.